# Ворошиловский район (Москва)
Вороши́ловский райо́н — район Москвы, существовавший с 1969 года по 1991 год. С момента создания до января 1970 года и с марта 1990 года до упразднения в 1991 году носил название Хорошёвский район.

## История
Часть территории будущего Ворошиловского района — Серебряный Бор,  Щукино, Октябрьское военное поле, посёлок Покровско-Стрешнево — вошла в состав Москвы уже к 1940 году. Данные территории были первоначально включены в состав Ленинградского района.
Согласно указу Президиума Верховного Совета РСФСР от 14 марта 1958 года «О расширении черты г. Москвы» в состав Ленинградского района были включены также Верхние Мнёвники и Хорошёво.
А уже в августе 1960 года территория Москвы была расширена до МКАД, в состав Ленинградского района вошли Строгино, Троице-Лыково, Терехово.
Указом Президиумом Верховного Совета РСФСР от 25 ноября 1968 года было изменено административно-территориальное деление Москвы, в частности, в западной части Ленинградского района был образован Хорошёвский район. С января 1970 года он был переименован в Ворошиловский по имени К. Е. Ворошилова.
Границы нового района прошли по Малому кольцу Московской железной дороги на востоке, Рижской железной дороге и реке Москве на севере, МКАД на западе и реке Москве на юге.
В 1972 году в Ворошиловский район пришёл метрополитен: была открыта станция «Октябрьское поле» Краснопресненской линии. В 1975 году в районе появилась вторая станция — «Щукинская».
В марте 1990 года район снова был назван Хорошёвским.
В 1991 году была проведена очередная административная реформа в Москве: старые районы были упразднены, вместо них введены административные и муниципальные округа. Территория Хорошёвского района была включена в состав Северо-Западного административного округа и поделена между муниципальными округами Строгино, Щукино и Хорошёво-Мневники. В 1995 году эти муниципальные округа получили статус районов Москвы.

## Население
| 230 857 | 234 049 | 341 973 |

## Достопримечательные места
- Серебряный Бор
- Курчатовский институт
- Церковь Троицы Живоначальной в Троице-Лыкове